# René Belbenoît
René Belbenoît, all'anagrafe Jules René Lucien Belbenoît (4 aprile 1899 – 25 febbraio 1959), è stato uno scrittore francese.
È stato un carcerato francese sull'isola del diavolo che fuggì con successo negli Stati Uniti. In seguito pubblicò le memorie, Ghigliottina Secca (1938) e Inferno (1940), sulle sue gesta.

## Biografia
René Belbenoît nacque a Parigi e fu abbandonato da sua madre, Louise Daumiere, ancora bambino, quando lei andò a lavorare come insegnante per i figli dello Zar di Russia. Suo padre, Louis Belbenoît, che era direttore principale del Paris-Orleans Express raramente stava a casa e non era in grado di prendersi cura del giovane René, quindi il ragazzo fu mandato a vivere con i nonni da bambino. Quando aveva 12 anni i suoi nonni morirono e lui, nuovamente bisognoso di una figura genitoriale, andò a Parigi dove visse e lavorò per suo zio in un famoso nightclub, il Café du Rat Mort (il Caffè del Ratto Morto) in Place Pigalle.
Durante la prima guerra mondiale, Belbenoît militò con distinzione nell'esercito francese tra il 1916 e il 1917 e riuscì a sopravvivere alla battaglia di Verdun. Dopo la guerra, iniziò a lavorare in un ristorante di Besançon come lavapiatti, per otto franchi al giorno con vitto e alloggio. Dopo aver lavorato lì per soli 11 giorni, rubò un portafoglio contenente 4000 franchi, poi una motocicletta, e lasciò Besançon per Nantes.
A Nantes, Belbenoit trovò rapidamente lavoro come valletto nel castello di Ben Ali, di proprietà della contessa d'Entremeuse. Nonostante la gentilezza del suo datore di lavoro, Belbenoît rubò le perle della contessa e del denaro dal suo tavolo da toeletta, dopo aver lavorato al castello solo per un mese. Quindi fuggì su un treno per Parigi.
Dopo essere stato a Parigi per soli due giorni, venne prontamente arrestato da due poliziotti per il furto delle perle. Fu condannato a scontare la sua pena nella colonia penale francese nella Guyana francese

## Reclusione
Nel 1920, Belbenoît fu condannato a otto anni di lavoro forzato nella colonia penale della Guyana francese. Il fatto che Belbenoît avesse avuto una pensione da veterano gli permise di evitare i lavori peggiori. Due settimane dopo il suo arrivo, Belbenoît cercò di fuggire per la prima volta con un altro uomo. Presero una zattera in Suriname (allora colonia olandese), ma furono catturati e rispediti nella colonia penale. Durante la sua incarcerazione, Belbenoît iniziò a scrivere le sue memorie, che teneva in un panno cerato. Guadagnò qualche soldo vendendo castagne arrostite e catturando farfalle. Incontrò anche una scrittrice, Blair Niles, e le vendette uno dei suoi manoscritti. Il Natale successivo Belbenoît tentò di nuovo di scappare con altri nove che avevano rubato una canoa di tronchi. La canoa si capovolse sul fiume Maroni, dalla parte del Suriname, e dovettero scappare nella giungla. Dopo tre giorni decisero di tornare. Durante il viaggio, tre uomini del gruppo furono uccisi violentemente. Alla fine gli indiani locali che li aiutarono li diedero alle autorità olandesi, che riconsegnarono i fuggitivi ai francesi.
Negli anni successivi, Belbenoît tentò di fuggire altre due volte e fu trasferito da un'isola all'altra.
Nel 1930, quando Belbenoît inviò una copia dei suoi scritti sulle condizioni della prigione al nuovo governatore, Bernard Siadous, fu trasferito nell'archivio della prigione. Prima che Siadous tornasse in Francia, diede a Belbenoît un permesso di un anno per lasciare la colonia penale. Belbenoît trascorse gran parte di quell'anno lavorando come giardiniere nella zona del Canale di Panama. Tuttavia, con la scadenza del permesso di un anno, decise di tornare in Francia per discutere il suo caso.
All'ingresso in Francia a Le Havre, fu arrestato e poi rimandato nuovamente nella colonia penale. Per il crimine di tornare in Francia, fu mandato nell'isola di Royale e messo in isolamento per quasi un anno.

## Scarcerazione
Il 3 novembre 1934 Belbenoît fu rilasciato, ma ciò significava solo che divenne un libéré, un prigioniero libero a cui non era ancora permesso di tornare in Francia. Si guadagnava da vivere catturando e vendendo farfalle e realizzando oggetti in gomma naturale e vendendoli. Durante gli anni della sua prigionia aveva perso tutti i denti.
Quando un regista in visita gli dette $ 200, Belbenoît decise di provare a fuggire di nuovo. Il 2 marzo 1935, lui e altri cinque presero il mare con una barca che avevano comprato. Quando dopo tre giorni in mare, i suoi compagni iniziarono a discutere, tirò fuori una pistola per costringerli a continuare. Lo stesso giorno raggiunsero Trinidad, che aveva una politica di aiuto nei confronti dei prigionieri che scappavano dalla Guyana francese fino al 1938. I fuggitivi potevano rimanere sull'isola fino a tre settimane, ricevere nuove provviste e persino una nuova barca. Il 10 giugno ripresero il loro viaggio. Sedici giorni dopo si incagliarono su una spiaggia della Colombia e la gente del posto rubò i loro vestiti. Raggiunsero Santa Marta, in Colombia, dove un generale locale li rifocillò, ma avvertì anche al console francese e li portò al carcere militare locale.
Tuttavia, alcune autorità locali separarono Belbenoît dagli altri e, con la collaborazione delle autorità penitenziarie locali, un benevolo giornalista locale lo aiutò a fuggire in cambio di informazioni sulle condizioni carcerarie. Belbenoît viaggiò lentamente verso nord e rubò una serie di canoe ai nativi per continuare il proprio viaggio. A Panama trascorse circa sette mesi con la tribù Kuna e successivamente vendette una grande collezione di farfalle a Panama . A La Libertad, in El Salvador, si nascose in una nave che lo portò a Los Angeles nel 1937.
Nel 1938 fu pubblicato negli Stati Uniti il suo resoconto sulla prigionia, Ghigliottina Secca. Belbenoît lo aveva scritto in francese e Preston Rambo lo tradusse in inglese. Il libro di memorie fu ristampato ben 14 volte in meno di un anno.
Il libro attirò l'attenzione delle autorità statunitensi sull'immigrazione e Belbenoît venne arrestato. Gli fu concesso un visto per visitatori, ma nel 1941 gli fu detto di lasciare il paese. Belbenoît si recò quindi in Messico e un anno dopo tentò di rientrare negli Stati Uniti. Tuttavia, fu nuovamente arrestato a Brownsville, Texas, e condannato a 15 mesi di carcere. Dopo il suo rilascio, Belbenoît ottenne un passaporto valido e andò a Los Angeles per lavorare per Warner Bros. come consulente tecnico per il film Passage to Marseille (1944).
Nel 1951, Belbenoît si trasferì a Lucerne Valley, in California, e fondò il René's Ranch Store, dove visse anche lui. I vicini sapevano chi era. Il suo nuovo libro, Hell on Trial (1940), attirò nuovamente l'attenzione delle autorità per l'immigrazione e nel maggio del 1951 fu convocato a Los Angeles. I suoi ex colleghi di lavoro cinematografici parlarono per suo conto e ricevette la cittadinanza americana nel 1956.

## Vita privata
Belbenoît sposò Lee Gumpert, una vedova che aveva un figlio, William Gumpert.

## Morte
Belbenoît morì di arresto cardiaco nel suo negozio nella Lucerne Valley, in California, il 26 febbraio 1959, all'età di 59 anni.

## Libri di René Belbenoît
- Ghigliottina Secca, 1938.
- Inferno (Hell on Trial), New York, EP. Dutton & Co., 1940.   (Il seguito di Dry Guillotine .)